# Programa Fulbright
El Programa Fulbright és un programa d'ajudes d'estudi per a intercanvi del titulats superiors americans i dels països membres del Programa que poden investigar, estudiar o ensenyar en els països del programa o als Estats Units.
El Programa Fulbright («Fulbright Program») és un programa d'ajudes educacionals —Associacions Fulbright («Fulbright Fellowships») i Beques Fulbright («Fulbright Scholarships»— patrocinat per l'Oficina d'Afers Educatius i Culturals («Bureau of Educational and Cultural Affairs») del Departament d'Estat dels Estats Units, els governs d'altres països i el sector privat.
El Programa va nàixer en finalitzar la Segona Guerra Mundial, per iniciativa del llavors Senador d'Arkansas J. William Fulbright, amb l'esperança que al fomentar l'intercanvi entre nord-americans i ciutadans d'altres nacions, s'eliminarien les bases de futurs conflictes al fomentar la tolerància i l'enteniment mutus.
Es considera un dels programes més prestigiosos del món i funciona en 144 països. Més alumnes de Fulbright han guanyat el Premi Nobel (incloent dos Nobel en l'any 2002) que en qualsevol altre programa acadèmic. El Programa Fulbright proporciona fons per a estudiants, erudits i professionals per a emprendre estudi de graduació, investigació avançada, ensenyament en la universitat i ensenyament en escoles elementals i secundàries a l'exterior. L'abast inicial d'aquest programa es va centrar a Europa, però avui el programa funciona en tot el món.
El programa és administrat per 51 Comissiones Fulbright binacionales, les ambaixades dels EUA, i les organitzacions associades. Els seus primers participants van viatjar en 1948, finançat per indemnitzacions de guerra i reemborsaments de préstecs estrangers als Estats Units. Avui, és finançat per fons del congrés i aportacions dels governs associats. El programa també rep ajudes financeres importants d'institucions acadèmiques, fundacions i del sector privat.
Els primers intercanvis van tenir lloc en l'any 1948 quan 35 estudiants i un professor van viatjar als Estats Units i 65 nord-americans van viatjar a l'estranger. Actualment, en els més de seixanta anys que ja duu funcionant, més de 250.000 persones han participat en el Program Fulbright, d'ells més de 100.000 americans i més de 150.000 ciutadans d'altres països.
L'any 2014 fou guardonat amb el Premi Príncep d'Astúries de Cooperació Internacional.